# Шульц, Константин Эдуардович
Константин Эдуардович Шульц (укр. Костянтин Едуардович Шульц; 24 июня 1993, Херсон, Украина) — украинский футболист, защитник.

## Биография
Воспитанник херсонского футбола, на юношеском уровне выступал за местную команду «Освита». Первый тренер футболиста — Фёдор Кузьменко. В ДЮФЛУ играл за «Монолит» (Ильичёвск) и одесский «Черноморец». С июня 2010 года привлекался к тренировкам с основным составом «Черноморца», за который не провёл ни одного матча. Для получения игровой практики выступал за дубль одесситов. 23 июля 2010 года состоялся дебют игрока на профессиональном уровне: в матче 1-го тура группы А второй лиги против черниговской «Десны» Шульц вышел на поле на 84-й минуте, заменив Андрея Слинкина. Встреча завершилась победой со счётом 3:0. В общей сложности провёл за клуб 16 матчей.
Весной 2014 года тренировался с клубом «Горняк-Спорт» Комсомольск, после чего подписал контракт и был внесён в заявку на вторую часть сезона 2013/14. 29 марта 2014 года дебютировал за клуб в матче второй лиги с киевской командой «Оболонь-Бровар». Встреча проходила в гостях и завершилась победой со счётом 2:1, а Шульц вышел в стартовом составе и отыграл всю встречу. За два сезона сыграл 41 матч в чемпионате Украины и две встречи в Кубке Украины. В конце ноября 2015 года истёк срок контракта, после чего футболист покинул расположение команды.
Летом 2016 года заключил соглашение с армянским клубом «Ширак» Гюмри, в составе которого сыграл 4 матча чемпионата. Спустя полгода, покинул расположение армянского клуба.
В январе 2017 года подписал двухлетний контракт с литовским «Атлантасом» Клайпеда. Дебютировал за клуб 4 марта в матче против «Жальгириса». Отыграл весь матч, завершившийся поражением со счётом 1:2. По окончании срока контракта стал свободным агентом.

## Достижения
«Черноморец-2»
- Победитель Второй лиги Украины: 2013/14

«Горняк-Спорт»
- Бронзовый призёр Первой лиги Украины: 2014/15